# Brian Moore (rugbista)
Brian Christopher Moore (Birmingham, 11 de enero de 1962) es un abogado, periodista y exrugbista británico que se desempeñaba como hooker. Fue internacional con la Rosa de 1987 a 1995.

## Biografía
Tiene una fuerte historia de vida, fue abandonado por su padre y su madre soltera (Rina Kirk) lo entregó en adopción a los 7 meses de edad. Un matrimonio de predicadores laicos metodistas, Ralph Moore (fallecido) y Dorothy, lo adoptó y crio en Halifax. Fue en la escuela secundaria donde empezó a jugar al rugby, para los Old Crossleyans y rápidamente destacó.
En 2008 visitó el Comando de Explotación Infantil y Protección En línea y reveló que en la escuela secundaria sufrió bullying. Dijo que el trauma lo hizo ferozmente competitivo en el campo de rugby y comentó: «Si has sido abusado, te sientes contaminado por la asociación con la atrocidad del crimen».
Estudió Derecho en la Universidad de Nottingham y obtuvo el título de abogado (con honores) en 1984 y fue socio de Edward Lewis LLP y más tarde de Memery Crystal LLP. Aunque todavía está calificado para ejercer, no lo ha hecho desde 2003. 
En 1991, le impusieron una pena de prisión suspendida de cuatro meses tras golpear repetidamente a un estudiante durante una pelea en un pub en Nottingham.
El primer matrimonio de Moore fue con Penny y el segundo matrimonio fue con Lucy Thompson en 2000 en Kensington y Chelsea, Londres, con quien tuvo una hija, Imogen. Ambos matrimonios terminaron en divorcio. Su tercera esposa es Belinda, con quien se casó en 2008. Tienen tres hijas, incluidas gemelas.
Es partidario y abonado del club de fútbol Chelsea. En 2001 se informó que era votante vitalicio del Partido Laborista. Dejó el Partido después de la decisión de ir a la guerra en Irak en 2003 y ahora no está afiliado.
Moore asistió al funeral de su madre biológica en enero de 2020. Posteriormente reveló en Twitter que al hacerlo descubrió que era mitad chino, no mitad malasio como se creía anteriormente, y que su abuelo había sido trabajador siderúrgico en Rotherham.

## Carrera
Debutó en la primera del Nottingham Rugby en 1980, cuando el rugby era un deporte aficionado. Durante su estancia en Nottingham ganó sus primeros partidos internacionales con Inglaterra y realizó una gira por Australia con los British and Irish Lions. En 1990 se trasladó a Londres para formarse como abogado y jugó en los Harlequins FC.
Moore terminó su carrera en el club en Richmond, ya como profesional.
Después de haber sido un crítico vocal de los árbitros durante muchos años, Moore tomó el curso de Premio al Árbitro de Nivel de Entrada de la Rugby Football Union y calificó como árbitro en 2010.

### Palmarés
En 1991 fue elegido Mejor Rugbista del Año, por entonces faltaba una década antes de que el organismo rector del deporte el World Rugby comenzara los Premios World Rugby.
- Campeón del Torneo de las Seis Naciones de 1991, 1992 y 1995.
- Campeón de la Anglo-Welsh Cup de 1990–91.
- Campeón del RFU Championship de 1996–97.

## Selección nacional
Martin Green lo convocó a la Rosa para disputar el Torneo de las Cinco Naciones 1987 y debutó contra Escocia. Conocido por leer a Shakespeare, en particular partes de Enrique V antes de un partido en el vestuario a sus compañeros de equipo, Moore jugó en tres Copas Mundiales de Rugby, incluida la de 1991, donde junto con Jason Leonard y Jeff Probyn formó parte de una destructiva Primera fila inglesa cuando llegaron a la final, perdiendo un partido reñido 12-6 ante Australia en Twickenham. Moore también fue miembro de la selección inglesa que ganó Grand Slams en 1991, 1992 y 1995. 

### Participaciones en Copas del Mundo
Green lo llevó a Nueva Zelanda 1987 como titular, formando junto a Paul Rendall y Gary Pearce.
| Mundial                       | Sede          | Resultado        | PJ | Tries |
| ----------------------------- | ------------- | ---------------- | -- | ----- |
| Copa Mundial de Rugby de 1987 | Nueva Zelanda | Cuartos de final | 3  | 0     |
| Copa Mundial de Rugby de 1991 | Inglaterra    | Subcampeón       | 5  | 0     |
| Copa Mundial de Rugby de 1995 | Sudáfrica     | Cuarto puesto    | 4  | 0     |

Geoff Cooke lo convocó a Inglaterra 1991 como titular, formando junto a la estrella Jason Leonard y Jeff Probyn.
Jack Rowell lo seleccionó para Sudáfrica 1995 como titular, formando junto a Leonard y Victor Ubogu.

### Leones
En 1989 el escocés Ian McGeechan lo convocó a los Leones Británicos e Irlandeses para realizar la Gira por Australia. Moore formó junto al escocés David Sole y el galés Dai Young, y fue sorprendido celebrando a la mañana siguiente en el Puente de la bahía de Sídney, haciendo imitaciones de aviones. No fue convocado para la prueba contra Francia, perdiendo su lugar con el irlandés Stephen Smith.
En 1990 McGeechan lo seleccionó para jugar The Skilball Trophy. En total jugó cinco partidos.
En 1993 McGeechan lo convocó a la Gira a Nueva Zelanda y jugó todas las pruebas contra los All Blacks.

## Periodista
Después de jubilarse, Moore continuó su carrera jurídica y la BBC le pedía periódicamente que complementara su equipo de comentaristas de rugby Fue relator para BBC Sport, Talksport y Love Sport Radio. Es su carrera a tiempo completo y comentaba regularmente junto a Eddie Butler sobre la cobertura del rugby de la BBC, incluidos los partidos ingleses del Campeonato de las Seis Naciones. Moore es conocido por su estilo directo y directo. en 2008, se le escuchó gritar "¡Lo han pateado otra vez, por el amor de Dios !", cuando Inglaterra no corría con el balón en Roma, y gritó "¡Idiota!". cuando un delantero de Inglaterra jugó un reinicio francés que no había alcanzado los diez metros requeridos, lo que provocó que Inglaterra perdiera la posesión cuando de otro modo se le habría concedido un scrum. Su transmisión de 6 Naciones fue, como parte de la cobertura general de la BBC, preseleccionada en la categoría Deporte de los Premios BAFTA de Televisión 2011.[cita requerida]
Moore cubrió la Copa Mundial de Rugby 2011 para TalkSport Radio como cocomentarista principal. Comentó sobre este torneo junto a Michael Owen, Scott Quinnell, Gavin Hastings, Paul Wallace, Phil Vickery, John Taylor, Andrew McKenna y David Campese. La cobertura fue preseleccionada en la categoría Transmisión del año en los Premios de Periodistas Deportivos 2011.[cita requerida] Regresó a Talksport en 2013 para su cobertura exclusivamente en vivo del Tour de los Leones Británicos e Irlandeses de Australia, presentó todos los partidos de la gira en vivo con Mark Saggers y comentó los 3 partidos de prueba en vivo. Se unió a talksport de forma permanente en 2013 y ahora presenta su programa de rugby, Full Contact, todos los domingos a partir de las 8. p. m. a 10 p. m.. También fue coanfitrión del Desayuno Deportivo junto a Alan Brazil los martes por la mañana desde las 6. soy a las 10 a. m. antes de salir de la estación en 2016.
Moore escribe sobre rugby, tiene una columna los lunes para The Daily Telegraph y fue preseleccionado como Periodista Deportivo del Año en los Premios de la Prensa Británica de 2009. Después de conocer a Richard Stott en una cena de empresa, escribió una columna sobre vinos en el periódico Today, transferida al Sun durante cuatro años.
Moore ha publicado libros por Simon & Schuster. Su versión actualizada de su autobiografía, Beware of the Dog (2009), ganó el premio William Hill Sports Book of the Year 2010, entre lo que se describió como una de las listas más sólidas jamás reunidas. En 2011 ganó el premio a la Mejor Autobiografía en los British Sports Book Awards. También ha publicado Los pensamientos del presidente Moore y Más pensamientos del presidente Moore (2011).
Moore generó críticas por un comentario que hizo durante el partido del Seis Naciones de 2020 entre Irlanda y Francia, donde hizo referencia a la bulimia cuando un jugador vomitó al costado del campo durante el partido. Tras las críticas, Moore se disculpó al día siguiente y afirmó que había dicho el comentario con humor, pero se dio cuenta de que lo había juzgado mal. Más tarde, la BBC declaró que habían hablado con Moore sobre los comentarios y que el asunto ya estaba resuelto.
Él y Enrique de Sussex argumentaron, en respuesta a Black Lives Matter, que la canción Swing Low, Sweet Chariot ya no debería cantarse en los partidos de rugby.